# Geodézie
Geodézie (řecky γη = Země, δαιζω = dělit) je vědní obor zabývající se zkoumáním tvaru, rozměru a fyzikálních vlastností zemského tělesa – geoidu – nebo části zemského povrchu, případně objektů mimo Zemi. Pro výzkum využívá matematické, geometrické a fyzikální metody měření a výpočtů. Základním úkolem geodézie je určení vzájemné polohy bodů na zemském povrchu nebo v prostoru ve zvoleném souřadnicovém systému. Výsledky geodetických měření slouží pro tvorbu map v papírové nebo digitální podobě a pro potřeby jiných oborů.
Osoba zabývající se geodézií je geodet, českým výrazem zeměměřič, zastarale (civilní) geometr, v období Říma (latinsky) agrimensor. Počátek oboru geodézie (zeměměřictví) se klade do období vzniku a rozvoje egyptských civilizací: druhé tisíciletí před Kristem.

## Disciplíny geodézie
V základním členění se geodézie dělí na vyšší a nižší:
- vyšší geodézie – zabývá se určením tvaru a rozměrů Země a s tím souvisejícím zaměřením a výpočty geodetických sítí, které tvoří základ pro podrobná měření polohopisná a výškopisná. Vyšší geodézie se zabývá územím velkého rozsahu (např. celý stát apod.), v rámci kterého je nutné uvažovat zakřivení zemského povrchu.
- nižší geodézie – zabývá se vlastním podrobným měřením polohopisným a výškopisným, jednotlivými měřickými metodami, potřebnými přístroji a pomůckami, výpočetními pracemi a zobrazením naměřených hodnot. Nižší geodézie se zabývá územím malého rozsahu, v rámci kterého lze zanedbat zakřivení Země, a zemský povrch tak lze považovat za rovinný.

Kromě základního členění na vyšší a nižší lze dále geodézii rozdělit podle jednotlivých oborů:
- kosmická geodézie – zabývá se určením tvaru a rozměrů Země na základě pozorování kosmických objektů. Jsou-li těmito objekty umělé družice, pak se jedná o geodézii družicovou/satelitní.
- geodetická astronomie – zabývá se určováním zeměpisných souřadnic a azimutů na zemském povrchu na základě pozorování přirozených kosmických objektů (zejména Slunce a hvězd).
- fyzikální geodézie (geofyzika) – zabývá se fyzikálními vlastnostmi Země (především tíhovým polem) a jejich aplikacemi v geodézii.
- geodynamika – část geofyziky, která se zabývá studiem dynamických vlastností Země.
- mořská geodézie – zabývá se určením tvaru a rozměrů mořského dna.
- inženýrská geodézie – zabývá se úkoly souvisejícími s budováním vytyčovacích sítí, vytyčováním a kontrolním měřením prostorové polohy stavebních objektů, vytyčováním a kontrolou geometrických parametrů průmyslových objektů a zařízení, měřením území na projekt a vypracováním geodetické části dokumentace skutečného provedení stavebního díla.
- vojenská geodézie – zabývá se geodetickými aplikacemi pro zajištění obrany státu.
- důlní měřictví – zabývá se zaměřováním hornické činnosti a činností prováděných hornickým způsobem, a to jak při hlubinném, tak při povrchovém dobývání. Řídí se vyhláškou č. 435/1992 Sb.
- teorie chyb – nauka o chybách, vědecky podložená teorie o chybách měření a jejich vlivu na výsledky měření nebo jejich funkce.
- vyrovnávací počet – zabývá se výpočetními postupy, určenými k rozdělení nesouhlasů na měřené hodnoty při nadbytečném počtu pozorování, prováděnými podle určitých pravidel, např. metodou nejmenších čtverců.

## Referenční plochy v geodézii
Skutečný tvar zemského tělesa se neustále mění. Je ovlivněn zejména působením zemské rotace a gravitačních sil. V důsledku zemské rotace působí na zemské těleso odstředivá síla, která způsobuje, že Země je zploštělá na pólech a podobá se rotačnímu sféroidu. V důsledku nepravidelného rozložení hmot uvnitř Země, a tím i nepravidelného působení gravitačních sil, však dochází k nepravidelnostem ve tvaru zemského tělesa, tj. k deformacím zmíněného sféroidu. Tvarově nepravidelný je také zemský povrch, který je značně členitý a výškově různorodý a neustále se přetváří vlivem vnitřních a vnějších pochodů. Tvar zemského tělesa je matematicky nedefinovatelný.
Fyzikálním modelem zemského tělesa je geoid, který je definován jako ekvipotenciální plocha tíhového pole Země. Plocha geoidu se nejčastěji přirovnává (neplést s odpovídá) k střední hladině myšleného zemského oceánu, který se rozprostírá i pod zemským povrchem. Tvar geoidu již je matematicky definovatelný, jeho definice však je značně obtížná.
V geodézii se proto zemské těleso, resp. geoid aproximují referenčními plochami, jejichž matematická definice je jednodušší:
- referenční elipsoid se jako referenční plocha využívá zejména ve vyšší geodézii. Jedná se o dvouosý rotační elipsoid, jehož vedlejší poloosa {\displaystyle b} je rovnoběžná s osou zemské rotace. Je-li navíc střed elipsoidu totožný se středem (těžištěm) Země a poloosa {\displaystyle b} totožná s osou rotace Země, označuje se elipsoid jako zemský. Na území ČR se využívá zejména Besselův elipsoid, který byl jako referenční použit pro definici Systému jednotné trigonometrické sítě katastrální (S-JTSK). V aplikacích globálních navigačních satelitních systémů (GNSS) se užívá elipsoid WGS-84, na území Evropy pak zejména elipsoid GRS80, který byl použit pro definici Evropského terestrického referenčního systému 1989 (ETRS89). Parametry uvedených elipsoidů (hlavní poloosa {\displaystyle a}, vedlejší poloosa {\displaystyle b}) jsou:

| Elipsoid | a [m]        | b [m]        |
| -------- | ------------ | ------------ |
| Besselův | 6377397,1550 | 6356078,9633 |
| WGS 84   | 6378137,0000 | 6356752,3142 |
| GRS 80   | 6378137,0000 | 6356752,3141 |

- referenční koule je definována jediným parametrem – poloměrem křivosti {\displaystyle R}. V geodézii se referenční koule používá například za účelem vyčíslení vlivu zakřivení Země na měřené veličiny.
- referenční rovina se používá zejména v nižší geodézii – na území malého rozsahu; v aplikacích, kde lze ještě zanedbat vliv zakřivení Země.